# 삼과 (불교)
3과(三科)는 초기불교 이래로 불교에서 널리 사용되어오고 있는 일체법의 3가지 분류체계인 5온(五蘊) · 12처(十二處) · 18계(十八界)를 말한다.
- 5온은 색온(色蘊) · 수온(受蘊) · 상온(想蘊) · 행온(行蘊) · 식온(識蘊)을 말한다.
- 12처는 안처(眼處) · 이처(耳處) · 비처(鼻處) · 설처(舌處) · 신처(身處) · 의처(意處) · 색처(色處) · 성처(聲處) · 향처(香處) · 미처(味處) · 촉처(觸處) · 법처(法處)를 말한다.
- 18계는 안계(眼界) · 이계(耳界) · 비계(鼻界) · 설계(舌界) · 신계(身界) · 의계(意界) · 색계(色界) · 성계(聲界) · 향계(香界) · 미계(味界) · 촉계(觸界) · 법계(法界) · 안식계(眼識界) · 이식계(耳識界) · 비식계(鼻識界) · 설식계(舌識界) · 신식계(身識界) · 의식계(意識界)를 말한다.

3과 중 12처의 법처와 18계의 법계에는 열반을 비롯한 무위법이 포함되어 있기 때문에, 12처와 18계는 유위법과 무위법 전체의 법(法, 존재)을 포괄하는 일체법에 대한 분류체계이다. 반면, 5온에는 무위법이 포함되어 있지 않기 때문에 5온은 일체의 유위법에 대한 분류체계이다.
3과를 다른 말로는 온처계(蘊處界), 음입계(陰入界), 또는 음계입(陰界入)이라고도 한다. 음(陰)은 온(蘊)의 옛 번역이며, 처(處)는 마음과 마음작용을 생장(生長: 생겨나고 증대됨)시키는 문(門, dvāra)이라는 뜻을 가지는데 문을 통해 12처의 모든 요소들이 들어오므로 입(入)이라고도 하며, 또한, 대상이 들어오는 영역 또는 범위라는 뜻에서 입처(入處)라고도 한다.

## 목적
그 어느 분류체계의 방식이건 간에, 고타마 붓다가 3과를 설한 목적은 열반(무위법)을 제외한 일체가 무상(無常)하며 유위(有爲)이고 전변(轉變)하여 멈추지 않는 성질임을 밝히고 일체의 유위법의 그 어디에도 나[我]라고 집착할 만한 것이 없음을 밝히기 위한 것이다. 즉, 이와 같은 의식적 · 자각적인 앎(식, 요별, 지식)을 통해 마음(6식 또는 8식, 즉 심왕, 즉 심법)으로 하여금 유위법에 대한 갈망 또는 집착에서 벗어나 무위법인 열반에로 더욱 나아가게 하기 위한 것이다.
또한, 부파불교의 전통에 따르면, 고타마 붓다가 일체법의 분류체계로서 특정 1가지 분류체계만을 설하지 않고 5온 · 12처 · 18계의 3가지 분류체계를 설했던 이유는 수행자의 어리석음, 근기(根機: 가르침을 받을 수 있는 능력), 좋아하는 것에 각각 3가지 유형이 있어 이들 3유형에 대해 3가지 분류체계로 대응하는 것이 효과적이기 때문이라고 한다.

## 법체계로서의 3과
5온(五蘊) · 12처(十二處) · 18계(十八界)의 3과는 초기불교 때부터 널리 사용되어온 일체법의 분류체계 또는 분석방식이다.
즉, 고타마 붓다는 가르침을 펼치는 중에 존재 전체를 한편으로는 5온을 통해 설명하기도 하고, 한편으로는 12처를 통해 설명하기도 하고, 한편으로는 18계를 통해 설명하기도 하였다고 전하는데, 이 3가지는 초기불교 이래 불교 전반에서 널리 사용되는 기본적인 존재 분류체계 또는 분석방식, 즉 기본적인 법체계가 되었다..
그리고 초기불교의 이 3가지 법체계들은 고타마 붓다가 반열반에 든 후의 후대에서 더욱 심화 · 발전되어 부파불교의 설일체유부의 5위 75법의 법체계와 대승불교의 유식유가행파와 법상종의 5위 100법의 법체계 등으로 나타났다.

## 3과의 이유
《구사론》 등의 아비달마 논서들에 따르면, 고타마 붓다가 5온(五蘊) · 12처(十二處) · 18계(十八界)의 3가지 법체계, 즉 3과(三科)의 분석방식으로 가르침을 편 것은 다음의 3가지 이유 때문이라고 한다.
1. 수행자의 어리석음에 3가지 유형이 있기 때문이다.
2. 수행자의 근기(根機: 가르침을 받을 수 있는 능력)에 3가지 유형이 있기 때문이다.
3. 수행자가 좋아하는 것에 3가지 유형이 있기 때문이다.

첫 번째의 수행자의 어리석음의 3가지 유형과 해당 유형의 수행자들에 대해 고타마 붓다가 가르친 법체계는 다음과 같다고 한다.
1. 마음작용[心所]에 어리석어 마음작용을 모두 나[我]라고 집착하는 유형:
마음작용을 수(受: 지각) · 상(想: 표상) · 행(行: 思라고도 한다, 욕구와 의지)으로 나누어 상세히 설명하는 5온을 설하였다.
2. 유독 물질[色]에 어리석어 물질을 나[我]라고 집착하는 유형:
물질을 5근(五根)과 5경(五境)으로 나누어 상세히 설명하는 12처를 설하였다.
3. 물질[色]과 마음[心: 여기서는, 마음과 마음작용을 합한 것] 모두에 어리석어 물질과 마음(여기서는, 마음과 마음작용을 합한 것)의 개별 또는 화합체를 나[我]라고 집착하는 유형:
물질과 마음(여기서는, 마음과 마음작용을 합한 것)을 각각 10가지와 8가지로 나누어 상세히 설명하는 18계를 설하였다.

두 번째의 수행자의 근기(根機: 가르침을 받을 수 있는 능력)의 3가지 유형과 해당 유형의 수행자들에 대해 고타마 붓다가 가르친 법체계는 다음과 같다고 한다.
1. 예리한[利] 근기의 유형: 5온을 설하였다.
2. 중간[中] 근기의 유형: 12처를 설하였다.
3. 둔중한[鈍] 근기의 유형: 18계를 설하였다.

세 번째의 수행자가 좋아하는 것의 3가지 유형과 해당 유형의 수행자들에 대해 고타마 붓다가 가르친 법체계는 다음과 같다고 한다.
1. 간략한 글[略文]을 좋아하는 유형: 5온을 설하였다.
2. 중간의 글[中文]을 좋아하는 유형: 12처를 설하였다.
3. 자세한 글[廣文]을 좋아하는 유형: 18계를 설하였다.

## 참고 문헌
- 곽철환 (2003). 《시공 불교사전》. 시공사 / 네이버 지식백과. |title=에 외부 링크가 있음 (도움말)
- 권오민 (2003). 《아비달마불교》. 민족사.
- 세친 지음, 현장 한역, 권오민 번역 (K.955, T.1558). 《아비달마구사론》. 한글대장경 검색시스템 - 전자불전연구소 / 동국역경원. K.955(27-453), T.1558(29-1). |title=에 외부 링크가 있음 (도움말)
- 운허.  동국역경원 편집, 편집. 《불교 사전》. |title=에 외부 링크가 있음 (도움말)
- 황욱 (1999). 《무착[Asaṅga]의 유식학설 연구》. 동국대학원 불교학과 박사학위논문.
- (중국어) 星雲. 《佛光大辭典(불광대사전)》 3판. |title=에 외부 링크가 있음 (도움말)